# Walter Viganò
Walter Viganò (Robecco sul Naviglio, 16 luglio 1958) è un allenatore di calcio ed ex calciatore italiano, di ruolo centrocampista.

## Carriera

### Giocatore
Cresce calcisticamente nell'Inter con cui vanta qualche apparizione nella tournée in Cina (giugno 1978). Nel 1977 gioca una stagione nell'Abbiategrasso in Serie D, mentre l'anno seguente debutta tra i professionisti con la Salernitana nella neonata Serie C1.
Nel 1979 disputa la sua prima stagione in Serie B con la Sambenedettese e dal 1980 resta nella stessa categoria con il Pisa, giocandovi due anni culminati con la promozione in Serie A.
Nel 1982 non segue i nerazzurri in massima serie, ma resta in Serie B alla Cremonese, con la quale disputa quattro stagioni in cadetteria e, dopo la promozione dell'annata 1983-1984 una in Serie A (nella quale segna una rete in occasione della sconfitta esterna con la Lazio del 28 ottobre 1984).
Dal 1987 prosegue la carriera in serie C1 con le maglie di Casertana e Pro Livorno.
In carriera ha totalizzato complessivamente 23 presenze e una rete in Serie A e 218 presenze e 7 reti in Serie B.

### Allenatore
Nella stagione 1999/2000 ha guidato il Seregno. Per i successivi 5 anni è stato l'allenatore del Borgosesia. Dopo due anni alla guida del Borgomanero, nella stagione 2007/2008 ha guidato la Biellese. Dall'ottobre del 2008 fino a fine stagione ha guidato il Turate. La stagione seguente viene chiamato a guidare l'Insubria CaronneseTurate, nata dalla fusione tra Turate e Caronnese: viene però esonerato nel mese di novembre. Le due stagioni seguenti ha guidato nuovamente il Borgosesia. Dal febbraio 2014 all'ottobre 2016 ha guidato il Gozzano, vincendo un campionato di Eccellenza Piemonte-Valle d'Aosta e una Coppa Italia Dilettanti Piemonte-Valle d'Aosta. Tra giugno e novembre 2017 ha poi allenato in Serie D il Ciserano, venendo però esonerato dopo aver colto 12 punti nelle prime 14 giornate.

## Palmarès

### Allenatore

#### Competizioni regionali
- Eccellenza: 2

Seregno: 1999-2000 (girone A)
Gozzano: 2014-2015
- Coppa Italia Dilettanti Piemonte-Valle d'Aosta: 1

Gozzano: 2014-2015